# Louis Kahn (Marineoffizier)
Louis-Lazare Kahn (geboren 13. November 1895 in Versailles; gestorben 27. Januar 1967 in Paris) war ein französischer Marine-Ingenieuroffizier, zuletzt im Range eines Ingénieur général du génie maritime. Er stand von 1963 bis 1967 als Präsident dem Consistoire central israélite de France, der obersten Organisation der jüdischen Gemeinden in Frankreich, vor.

## Familie
Louis Kahn war der Sohn des an der Synagoge von Versailles tätigen Kantors Salomon Kahn. 1922 heiratete er Marcelle Schrameck (1896–1965), die erste Bergingenieurin Frankreichs, mit der er zwei Söhne hatte. Seine Schwester Renée Kahn heiratete Michel Darmon (1925–2012), der 1978 Ingénieur général du Génie maritime wurde.

## Leben
Louis Kahn besuchte das Lycée Hoche und wurde 1914 an der École polytechnique in Paris aufgenommen. Von 1914 bis 1918 nahm er zunächst als Soldat der Artillerie, später als Offizier, am Ersten Weltkrieg teil. Anschließend studierte er wieder an der École polytechnique und an der École d’application du génie maritime, wo er einen Abschluss als Marine-Ingenieur erlangte. Ab 1920 war er als Ingenieur auf der Marinewerft in Brest als Chef du service des machines et de l’électricité tätig. 1925 wurde er Direktor des Arsenals in Saigon. 1928 wurde er Mitglied des Stabes des Verteidigungsministers Paul Painlevé, später war er Stabschef des Luftfahrtministers Laurent Eynac. 1936 wurde er Direktor der Section des porte-avions im Service technique des sonstructions navales, 1937 Kabinettschef des Luftfahrtministers Pierre Cot. 1939 wurde er zum Einkauf von Waffen in die USA gesandt. Nach der Niederlage Frankreichs wurde er am 15. August 1941 vom Vichy-Regime wegen seiner jüdischen Glaubenszugehörigkeit aus der Marine entlassen. Ende 1942 floh er über Spanien nach London. Seine Familie folgte auf demselben Fluchtweg im Oktober 1943. In London schloss er sich den Forces navales françaises libres, der Marine der französischen Streitkräfte, an. Er wurde von Charles de Gaulle zum Directeur central des constructions et armes navales ernannt. In Algier, im unbesetzten französischen Nordafrika, baute er als Chefingenieur unter dem Marineminister Louis Jacquinot die freie französische Marine aus. 1944 wurde er zum Ingénieur général du génie maritime ernannt. 1950 wurde er Secrétaire général aux forces armées und 1955 Präsident der Commission des inventions de la défence nationale.  Von 1959 bis 1961 war er Präsident der französischen Marineakademie (Académie de marine), anschließend deren Secrétaire perpétuel.
Von 1963 bis 1967 engagierte Louis Kahn sich als Präsident des Consistoire central israélite de France.

## Ehrungen
1920 wurde er als Ritter Mitglied der Ehrenlegion, 1933 Offizier, 1945 Kommandeur und 1950 Großoffizier. 1918 erhielt er das Croix de guerre 1914–1918, 1945 das Croix de guerre 1939–1945.

## Veröffentlichungen
- Sur la détermination astronomique du point à l'aide d'une carte conforme, utilisable comme carte orthodromique. In: Comptes rendus de l'Académie des Sciences 186, 1928, S. 284–286 (Digitalisat).
- Sur une carte conforme utilisable comme carte orthodromique pour les grands itinéraires. In: Comptes rendus de l'Académie des Sciences 186, 1928, S. 496–498 (Digitalisat).
- Sur une extension de la projection de Mercator. Les nouvelles cartes aériennes. In: Académie de Marine. Communications et Mémoires 8, 1929, S. 63–79.
- Itineraires transcontinentales orthodromiques conformes Louis Kahn. Cartes de navigation aérienne et maritime... ; publiées avec le concours des services techniques de l'Aéronautique. Paris 1929–1934.